# Glochidion lambiricum
Glochidion lambiricum är en emblikaväxtart som beskrevs av Airy Shaw. Glochidion lambiricum ingår i släktet Glochidion och familjen emblikaväxter. Inga underarter finns listade i Catalogue of Life.